# Nokia Lumia 930
Il Nokia Lumia 930 è uno smartphone di fascia alta prodotto da Microsoft Mobile ma marchiato Nokia che fa parte della serie Lumia.
È stato presentato il 2 aprile 2014 nel corso della Build Conference 2014, e rappresenta il primo top di gamma della nuova serie di dispositivi con Windows Phone 8.1 di serie, designato per essere il successore della serie Lumia 92x della quale l'ultimo rappresentante è stato il Lumia 925 presentato un anno prima. Il suo successore è il Lumia 950 e il suo equivalente XL.
Il Nokia Lumia Icon, esclusiva di Verizon Wireless negli USA, è essenzialmente un derivato del Lumia 930. Le due versioni condividono lo stesso design e le stesse caratteristiche; le uniche differenze sono che sul 930 è stata pre-installata la nuova versione di Windows Phone 8.1, mentre sul Lumia Icon era installato Windows Phone 8 Update 3.
Nessuno dei due dispositivi supporta la schermata Glance poiché allo schermo AMOLED manca la memoria del display.

## Dettagli

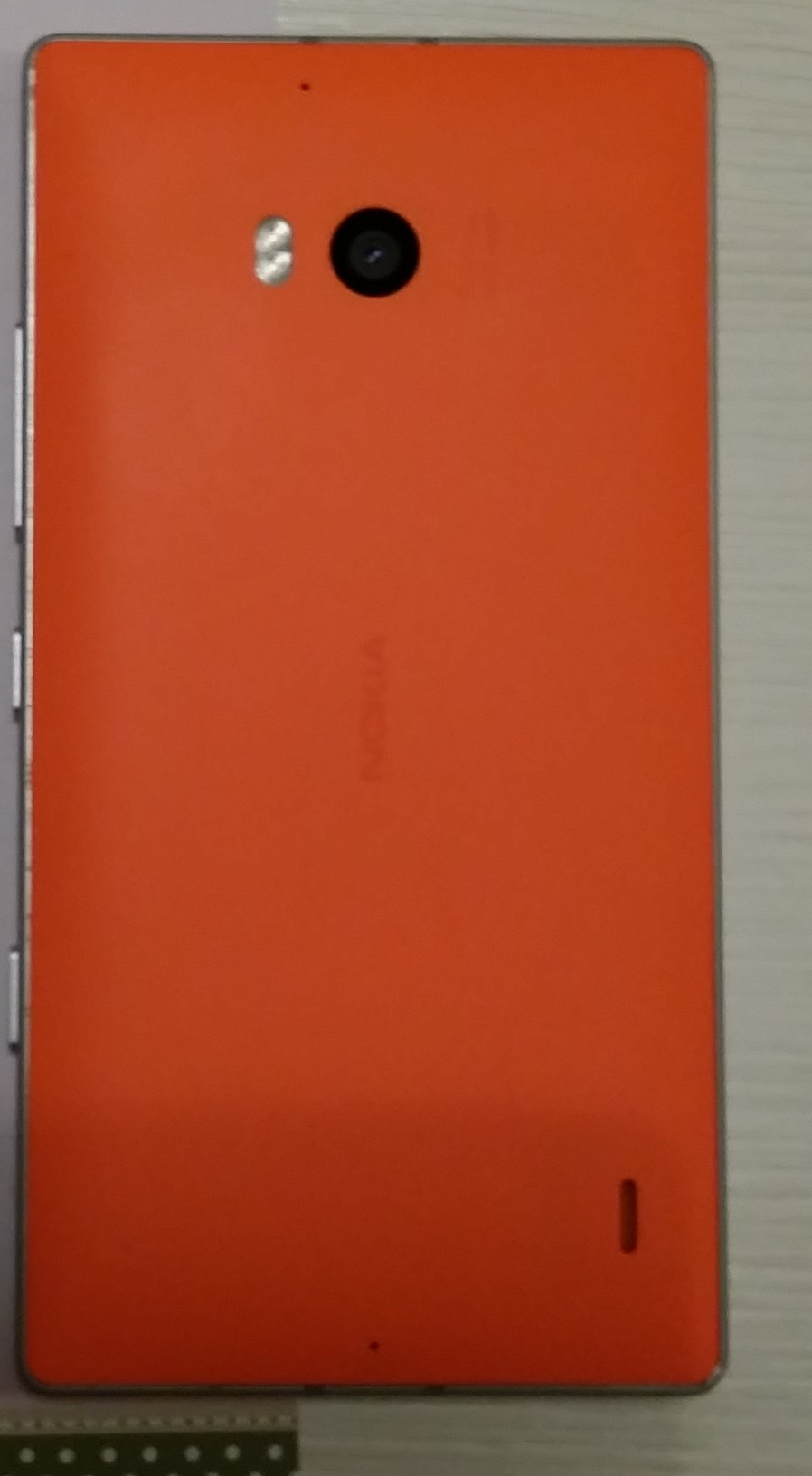
Retro di Nokia Lumia 930

Disponibile in quattro colori (verde, arancio, bianco, e nero) è dotato di un processore Qualcomm Snapdragon 800 da 2.2 Ghz quad core. Presenta uno schermo OLED da 5 pollici con una risoluzione di 1920 × 1080 pixel con 441 ppi, 2 GB di RAM, una memoria interna da 32 Gb e doppia fotocamera da ben 20 mp posteriore e 1,2 anteriore. La batteria ha una capacità di 2420 mAh e non è rimovibile a causa della ricarica wireless tramite apposita base.
Le caratteristiche del Lumia 930 lo rendono uno dei top di gamma paragonabile e concorrente al Samsung Galaxy S5 e all'iPhone 6, nonché uno dei migliori terminali Windows Phone in assoluto.